# گیرمو استابیله
گیرمو استابیله (اسپانیایی: Guillermo Stábile‎؛ ۱۷ ژانویهٔ ۱۹۰۵ – ۲۶ دسامبر ۱۹۶۶) یک بازیکن فوتبال اهل آرژانتین بود.

## افتخارات
استابیله سابقه آقای گل شدن در جام جهانی  ۱۹۳۰ را داشت.

## تیم ملی
وی همچنین در تیم ملی فوتبال آرژانتین بازی کرده‌است.